# Djebel Akhdar (Oman)
Pour les articles homonymes, voir Djebel Akhdar.

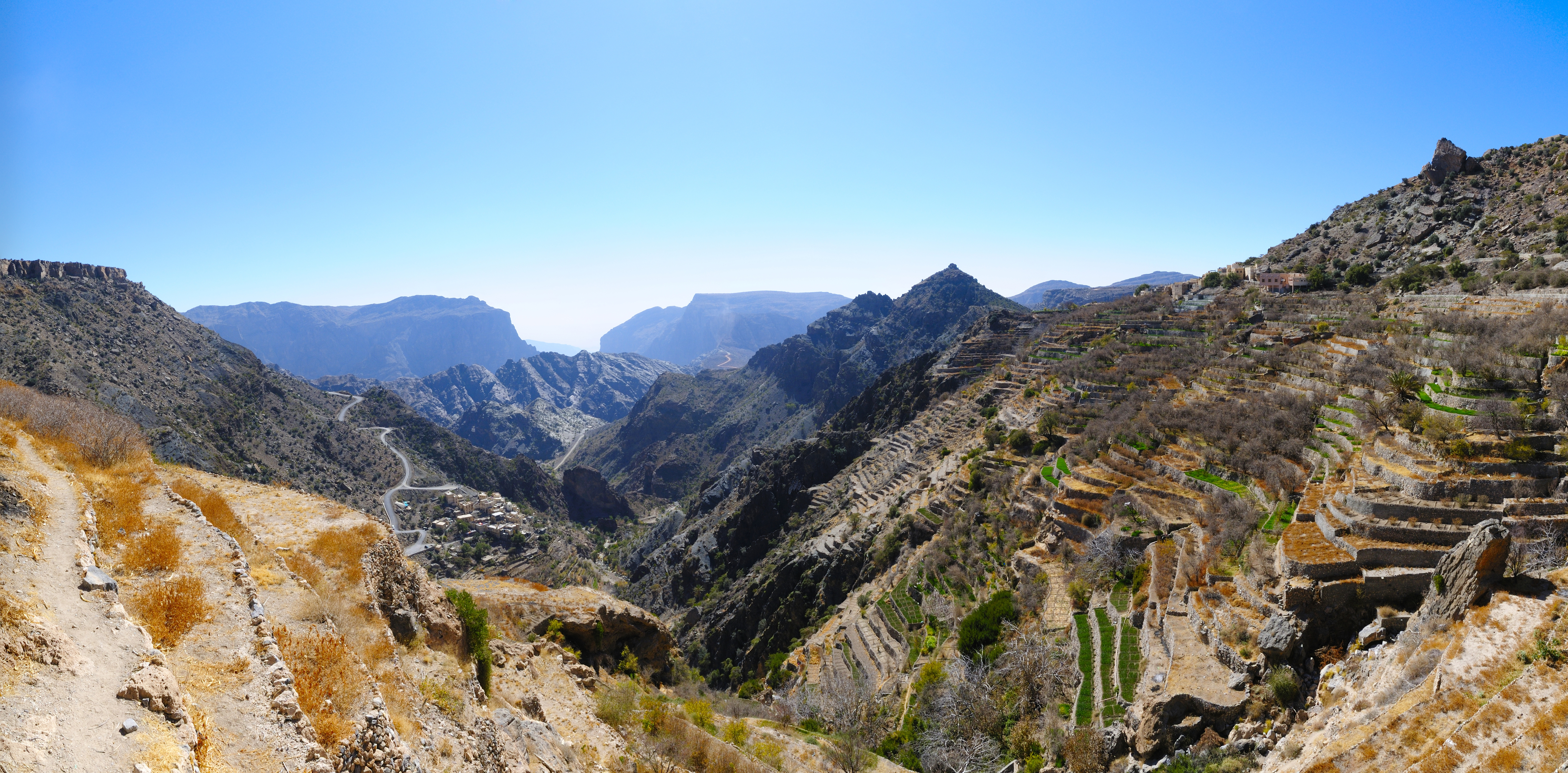
Vue du Djebel Akhdar.

Le djebel Akhdar, en arabe Al Jabal Al Akhdar (« la montagne verte »), constitue le massif central des monts Hajar, une imposante chaîne de montagnes qui traverse le Nord d'Oman.
Son point culminant est le djebel Shams, avec 3 075 m d'altitude.
Misfah, Tanuf et Bilad Sayt sont quelques-uns des villages pittoresques de cette région.
Le massif est sillonné par des sentiers de randonnée prisés par les trekkeurs.